# Liste der Kulturgüter in Hünenberg
Die Liste der Kulturgüter in Hünenberg enthält alle Objekte in der Gemeinde Hünenberg im Kanton Zug, die gemäss der Haager Konvention zum Schutz von Kulturgut bei bewaffneten Konflikten, dem Bundesgesetz vom 20. Juni 2014 über den Schutz der Kulturgüter bei bewaffneten Konflikten sowie der Verordnung vom 29. Oktober 2014 über den Schutz der Kulturgüter bei bewaffneten Konflikten unter Schutz stehen.
Objekte der Kategorien A und B sind vollständig in der Liste enthalten, Objekte der Kategorie C fehlen zurzeit (Stand: 1. Juli 2023). Unter übrige Baudenkmäler sind zusätzliche Objekte zu finden, die gemäss Angaben des kantonalen Denkmalschutzes als geschützte Denkmäler eingestuft wurden und nicht bereits in der Liste der Kulturgüter enthalten sind.

## Kulturgüter
| Foto | | Objekt | Kat. | Typ | Standort                                        | Beschreibung                                                                                                   |
| ---- | --- | --- | ---- | --- | ----------------------------------------------- | --- |
| ja   | Datei hochladen · Wikidata zu Katholische Kirche St. Wolfgang (Q1449892)                                                                      | Katholische Kirche St. Wolfgang KGS-Nr.: 07262                                                                    | A    | G   | St. Wolfgang 674987 / 226700                    | |
| ja   | Datei hochladen · Wikidata zu Burghuus (Q135198164)                                                                                           | Burghuus KGS-Nr.: 05501                                                                                           | B    | G   | Burgstrasse 14 674693 / 225039                  | |
| ja   | Datei hochladen · Wikidata zu Bauernhaus Talacher mit Speicher (Q29930592)                                                                    | Bauernhaus Talacher mit Speicher KGS-Nr.: 07263                                                                   | B    | G   | Talacker 1 674883 / 224215                      | |
| ja   | Datei hochladen · Wikidata zu Burg Hünenberg (Q1012539)                                                                                       | Burgruine Hünenberg KGS-Nr.: 07264                                                                                | B    | F   | Burgstrasse 674688 / 225036                     | |
| BW   | Datei hochladen · Wikidata zu Bauernhaus Boog mit Speicher (Q29930622)                                                                        | Bauernhaus Boog mit Speicher KGS-Nr.: 07265                                                                       | B    | G   | Chämleten, Kemmatten 2, 2.3 676388 / 225050     | |
| BW   | Datei hochladen · Wikidata zu Chämleten, Jungsteinzeitliche Seeufersiedlungen, Strandbad und Dersbachstrasse (Q29930648)                      | Chämleten/Strandbad/Dersbachstrasse, jungsteinzeitliche Seeufersiedlungen KGS-Nr.: 07266                          | B    | F   | 676876 / 224785                                 | |
| ja   | Datei hochladen · Wikidata zu Gasthaus Wart (Q29930673)                                                                                       | Gasthaus Wart KGS-Nr.: 07267                                                                                      | B    | G   | Wart 1 674857 / 226483                          | |
| ja   | Datei hochladen · Wikidata zu Reussbrücke Sins–Hünenberg (Q2146628)                                                                           | Gedeckte Holzbrücke über die Reuss KGS-Nr.: 07268                                                                 | B    | G   | Sinserstrasse 672897 / 226624                   | Objekt liegt hälftig auf Gemeindegebiet von Hünenberg (KGS-Nr. 7268) und Sins (KGS-Nr. 9895) im Kanton Aargau. |
| ja   | Datei hochladen · Wikidata zu Kaplanenhaus (Q29930703)                                                                                        | Kaplanenhaus KGS-Nr.: 07269                                                                                       | B    | G   | St. Wolfgang 11 674998 / 226756                 | |
| ja   | Datei hochladen · Wikidata zu Riedhof (Q29930734)                                                                                             | Riedhof KGS-Nr.: 07270                                                                                            | B    | G   | Riedhof 1 674390 / 226302                       | |
| BW   | Datei hochladen · Wikidata zu Langrüti (Ensemble mit Scheunen, Villa Merkur, Bauernhaus, Fabrikantenvilla, Neue Villa, Wohnhaus) (Q135206905) | Langrüti (Ensemble mit Scheunen, Villa Merkur, Bauernhaus, Fabrikantenvilla, Neue Villa, Wohnhaus) KGS-Nr.: 16399 | B    | G   | Langrüti 1, 2, 5, 7, 17, 20, 34 676341 / 224122 | |

## Übrige Baudenkmäler
| ID   | Foto |                                                                | Objekt                     | Typ | Standort                              | Beschreibung |
| ---- | ---- | -------------------------------------------------------------- | -------------------------- | --- | ------------------------------------- | ------------ |
| 1a   | BW   | Datei hochladen                                                | Wohnhaus                   | G   | Geeren 674430 / 225929                |              |
| 25a  | BW   | Datei hochladen                                                | Zythus                     | G   | Luzernerstrasse 104 676574 / 225269   |              |
| 41a  | ja   | Datei hochladen · Wikidata zu Bauernhaus Limacher (Q107487198) | Bauernhaus Limacher        | G   | Meisterswil 5 674335 / 223682         |              |
| 51a  | BW   | Datei hochladen                                                | Wohnhaus                   | G   | Hünenbergerstrasse 73 676271 / 225971 |              |
| 59a  | BW   | Datei hochladen                                                | Alte Post                  | G   | Chamerstrasse 4 674946 / 225228       |              |
| 81a  | BW   | Datei hochladen                                                | Wohnhaus/Bauernhaus        | G   | Iten/Strimatt 673760 / 226838         |              |
| 81d  | BW   | Datei hochladen                                                | Trotte                     | G   | Iten/Strimatt 673741 / 226842         |              |
| 123a | ja   | Datei hochladen · Wikidata zu Weinrebenkapelle (Q1317758)      | Weinrebenkapelle           | G   | Weinreben 1.1 674608 / 225485         |              |
| 187c | ja   | Datei hochladen                                                | Wohnhaus/Trotte            | G   | St. Wolfgang 9 674977 / 226750        |              |
| 284b | ja   | Datei hochladen                                                | Kapelle St. Karl Borromäus | G   | Meisterswil 9.3 674344 / 223490       |              |

Legende: Siehe Legende der Liste der Kulturgüter von nationaler und regionaler Bedeutung. Anstelle der KGS-Nummer wird als Objekt-Identifikator (ID) die Versicherungsnummer des entsprechenden Objekts angegeben. Diese enthält einen Buchstaben am Ende. In wenigen Fällen stehen auch Nummern ohne Buchstaben; dann bezeichnen sie die Grundstücksnummer.